# Генеральное консульство Монголии в Иркутске
Генеральное консульство Монголии в Иркутске — дипломатическое представительство Монголии в Иркутске, располагается на ул. Лапина, 11. 

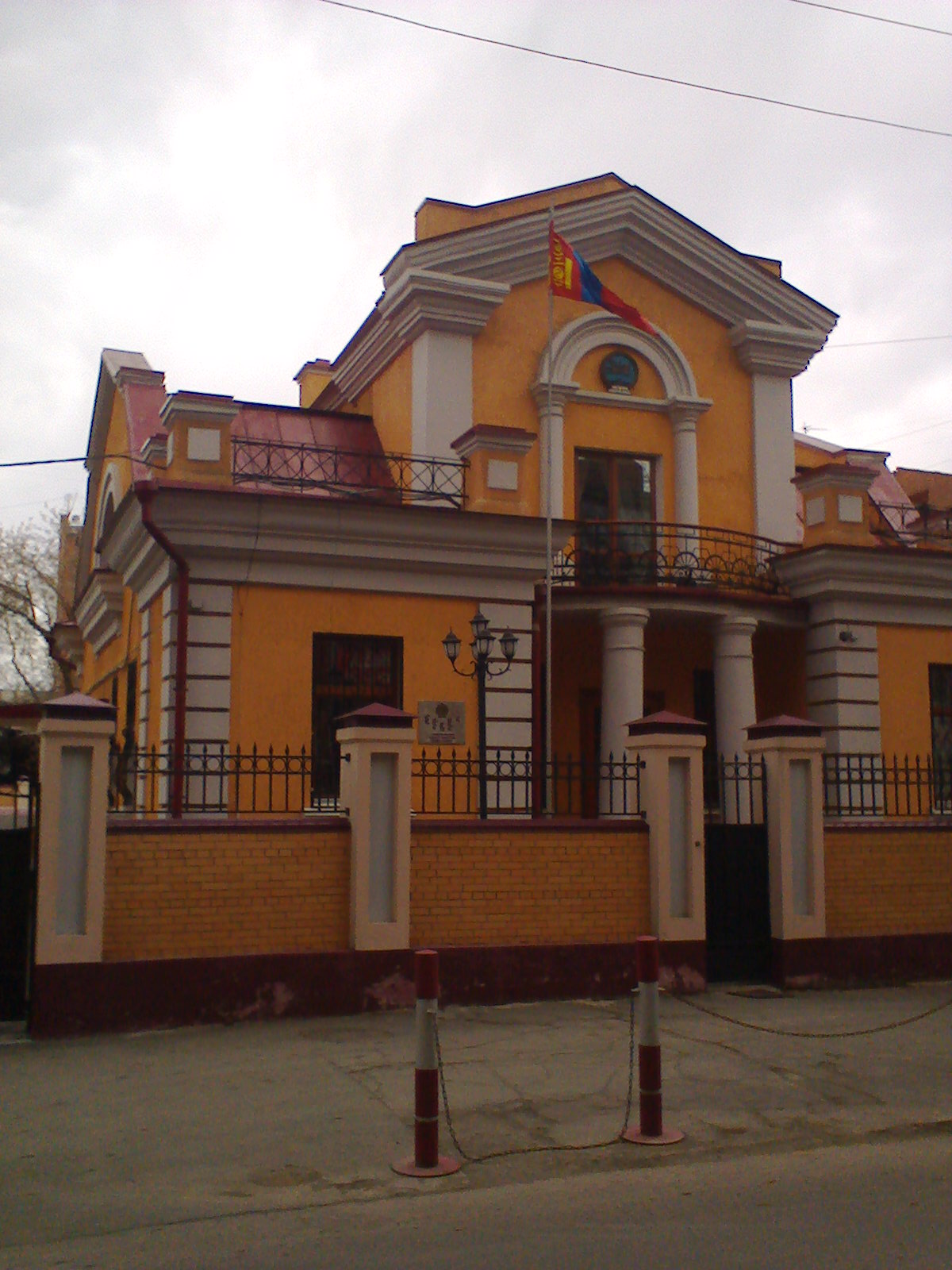

## История
В 1926 года в Иркутском Государственном университете на бурят-монгольском отделении были открыты двухгодичные «Монгольские курсы» по преподаванию русского языка и математики, впервые прибыли учиться 26 юношей и девушек из Монголии. С тех пор на протяжении вот уже почти 100 лет более 11 тысяч студентов получили образование в вузах Иркутска.
1971 году Совет Министров Монгольской Народной Республики постановило открыть в городе Иркутске первое на территории СССР консульство Монголии. Первым консулом был назначен Цэгмэдийн Тумэр-Очир, который 12 мая 1971 года вручил свой Консульский Патент Председателю исполнительного комитета Совета народных депутатов Иркутской области Ю. А. Кравченко. До этого начиная с 1965 года в Иркутске по командировке работали двое сотрудников Посольства МНР в СССР, так как число студентов уже подходило к 1000 человек.
В 1971 году консульский округ Генконсульства Монголии включались Бурятская и Тувинская республики, Читинская, Кемеровская и Иркутская области Советского Союза. В 1974 году по решению правительства МНР Консульство было расширено и преобразовано в Генеральное Консульство МНР.
2021 году отмечают 50 летие Консульства Монголии в Иркутске.

## Консулы и Генеральные Консулы Монголии в СССР и РФ
- Цэгмэдийн Тумур-Очир с 1971—1972 годы
- Сумадын Цэдэндамбаа с 1972-1979 годы
- Очирын Цэвэгдорж с 1979-1984 годы
- Чойжамцын Баатар с 1984-1989 годы
- Содовын Цэвээнпүрэв с 1989-1991 годы
- Данзангийн Чимэддорж с 1991—1994 годы
- Балжирын Дагва с 1994—1999 годы
- Лувсандоржийн Мундагбаатар с 1998—2002 годы
- Ёндонпунцагийн Адилбиш с 2002—2005 годы
- Аюурзан Базархуу с 2006—2010 годы
- Азадын Баатарцогт с 2010—2013 годы
- Базаргарьд Болд с 2013—2017 годы
- Лувсандагва Амарсанаа с 2017—2020 годы
- Жигмэд Энхжаргал 12.2020 — 14.08.2024